# Godemaro
Godemaro (fl. V secolo) (anche noto come Gundomaro, Gundimaro o Godomaro) fu il primogenito e successore di Gjúki, re dei Burgundi. Successe al padre intorno al 407, e regnò fino al 411 circa. Il suo posto venne poi preso dal fratello Giselcaro.

## Nella tradizione mitologica
Il personaggio appare, seppure con un ruolo marginale, in diverse leggende del ciclo nibelungico.
Con il nome di Gernot appare nel Nibelungenlied, dove è un principe dei Burgundi. Suo fratello maggiore è il re Gunther, Giselher è suo fratello minore e Crimilde sua sorella.
Nell'Edda poetica e nella Saga dei Völsungar viene chiamato Guthormr o Gothormr ed è il fratello minore di Gunnarr e Högni, mentre nell'Edda in prosa è il fratellastro di quest'ultimi. Le fonti norrene sono concordi sul fatto che i fratelli lo abbiano spinto ad assassinare Sigurðr (Sigfrido). Dopo aver colpito a tradimento l'eroe che dormiva nel proprio letto (o nella foresta in una differente tradizione), Guthormr viene a sua volta ucciso da Gramr, la spada di Sigurðr, che lo taglia a metà.
Nella Þiðrekssaga infine Guthormr e Gernoz (Gernot) sono due personaggi differenti, fratelli di Gunnarr e Hogni.